# Cestroideae
Sous-famille
Les Cestroideae sont une sous-famille de plantes à fleurs de la famille des Solanaceae. 

## Liste des tribus et genres
Selon NCBI (2 mars 2012) :
- tribu des Browallieae
  - genre Browallia
  - genre Streptosolen
- tribu des Cestreae
  - genre Cestrum
  - genre Metternichia
  - genre Sessea
  - genre Tsoala
  - genre Vestia
- tribu des Salpiglossideae
  - genre Plowmania
  - genre Salpiglossis